# Taima (Sängersklavin)
Taima (geb. wohl im 8. Jahrhundert; gest. im 8./9. Jahrhundert) war eine Sängersklavin von Khuzayma ibn Khazim ibn Khuzayma al-Tamimi (gest. 818/9), einem bedeutenden Abbasiden-General und Gouverneur von Basra.

## Leben
Taima war aus Medina und wurde nach eigener Schilderung zusammen mit einem weiteren Sklavenmädchen an Khuzayma ibn Khazim ibn Khuzayma al-Tamimi (gest. 818/9) verkauft, einen bedeutenden Abbasiden-General, der vom Kalifen Harun al-Raschid zum Gouverneur von Basra ernannt wurde. Sie wird in den Quellen als schöne Frau und begnadete Dichterin und Sängerin beschrieben.

## Rezeption
In der klassisch-arabischen Literatur wird sie unter anderem bei Abū l-Faradsch al-Isfahānī (897–967) und in Ibn Fadlallah al-Umaris (1301–1349) Hauptwerk, dem Lexikon Masālik al-abṣār fī mamālik al-amṣār in seinem Kapitel über bekannte Sängersklavinnen erwähnt.

## Wissenswertes
Der Name Taima bedeutet Wüste.

### Arabische Primärquellen
- Ibn Fadlallah al-Umari (1301–1349): Masālik al-abṣār fī mamālik al-amṣār. Ins Deutsche übersetzt von Yasemin Gökpinar: Der ṭarab der Sängersklavinnen: Masālik al-abṣār fī mamālik al-amṣār von Ibn Faḍlallāh al-ʿUmarī (gest. 749/1349): Textkritische Edition des 10. Kapitels Ahl ʿilm al-mūsīqī mit kommentierter Übersetzung, Ergon Verlag, Baden-Baden 2021.

### Sekundärliteratur
- Fuad Matthew Caswell: The Slave Girls of Baghdad – The Qiyan in the Early Abbasid Era. I. B. Tauris, London 2011.
- Yasemin Gökpinar: Der ṭarab der Sängersklavinnen: Masālik al-abṣār fī mamālik al-amṣār von Ibn Faḍlallāh al-ʿUmarī (gest. 749/1349): Textkritische Edition des 10. Kapitels Ahl ʿilm al-mūsīqī mit kommentierter Übersetzung, Ergon Verlag, Baden-Baden 2021.